# Woodwardia
Woodwardia is een geslacht met afhankelijk van de bron 15 tot 20 soorten terrestrische varens uit de dubbellooffamilie (Blechnaceae). Het zijn voornamelijk varens van gematigde en subtropische gebieden uit het noordelijk halfrond. Eén soort, Woodwardia radicans, is ook in het zuiden van Europa te vinden.

## Naamgeving en etymologie
- Synoniemen: Anchistea C. Presl, Chieniopteris Ching, Lorinseria C. Presl

De botanische naam Woodwardia is een eerbetoon aan de Engelse botanicus Thomas Jenkinson Woodward (1745-1820).

## Kenmerken
Woodwardia-soorten zijn overwegend grote terrestrische varens waarvan de bladen, afhankelijk van de soort, 50 tot 300 300 cm lang kunnen worden. De bladen staan alleen of ontspringen in bundels uit de grond. De wortelstok is kruipend of rechtopstaand, slank tot stevig, met bruine schubben.
De bladen of veren zijn enkelvoudig of tweevoudig geveerd. Er is meestal geen verschil tussen fertiele en steriele bladen.
De sporenhoopjes liggen als streepjes naast de bladnerven op de onderzijde van de bladen.

## Voorkomen
Woodwardia-soorten komen wereldwijd voor, maar zijn vooral te vinden in gematigde en subtropische streken uit het noordelijk halfrond: Noord- en Midden-Amerika, het Europese Middellandse Zeegebied en Azië.

## Taxonomie
Het geslacht telt afhankelijk van de bron 15 tot 20 soorten. Ook de soorten van het voormalige geslacht Lorinseria zijn hierin opgenomen.

### Soortenlijst
- Woodwardia areolata
- Woodwardia cochin-chinensis
- Woodwardia fimbriata
- Woodwardia himalaica
- Woodwardia japonica (synoniem: Blechnum nipponicum)
- Woodwardia kempii
- Woodwardia latiloba
- Woodwardia magnifica
- Woodwardia maxima
- Woodwardia omeiensis
- Woodwardia orientalis
- Woodwardia prolifera
- Woodwardia radicans (L.) Sm. (1793) (synoniem: Blechnum radicans L.)
- Woodwardia unigemmata
- Woodwardia virginica L.
- Woodwardia yunnanensis

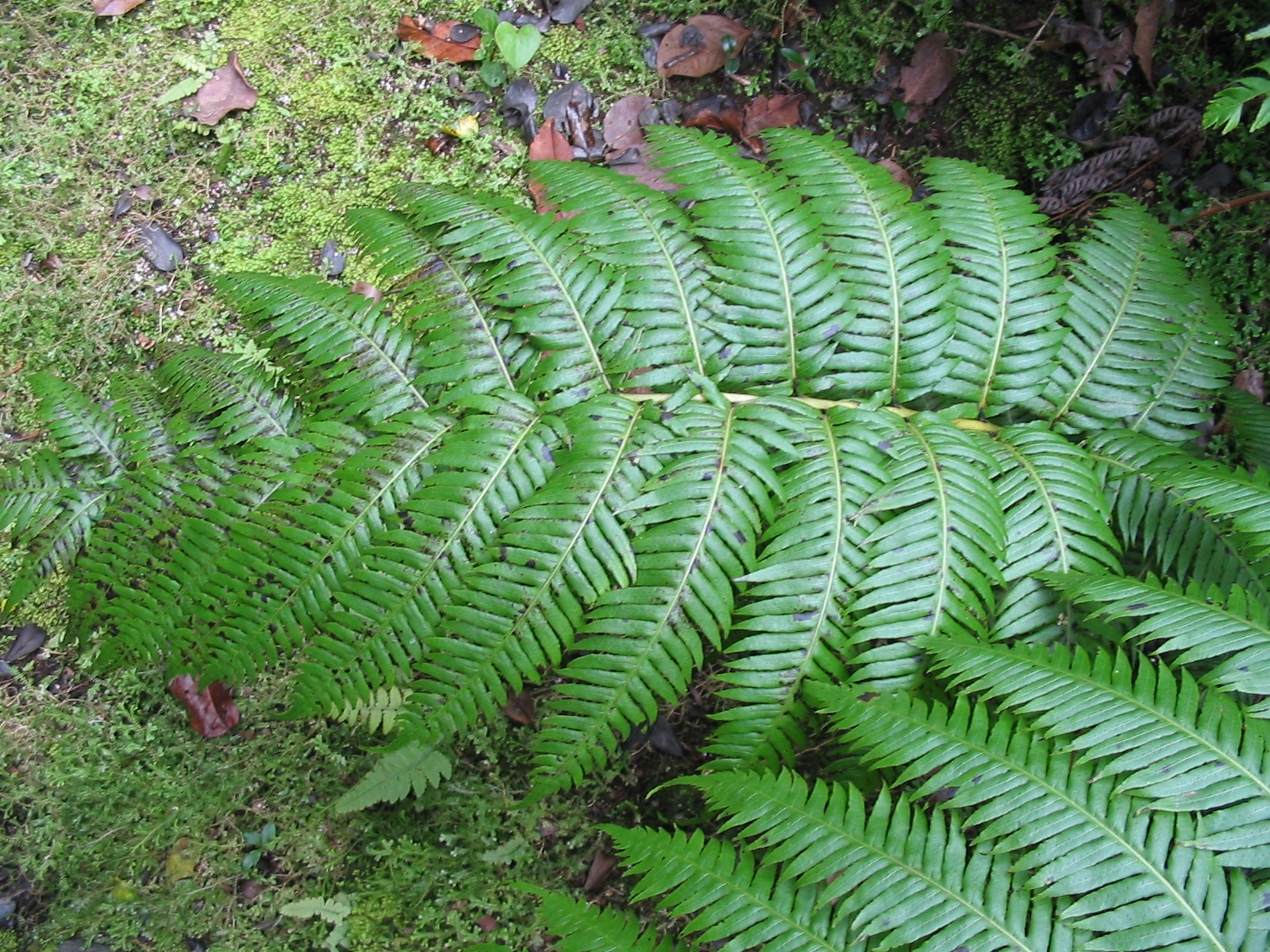
Woodwardia radicans
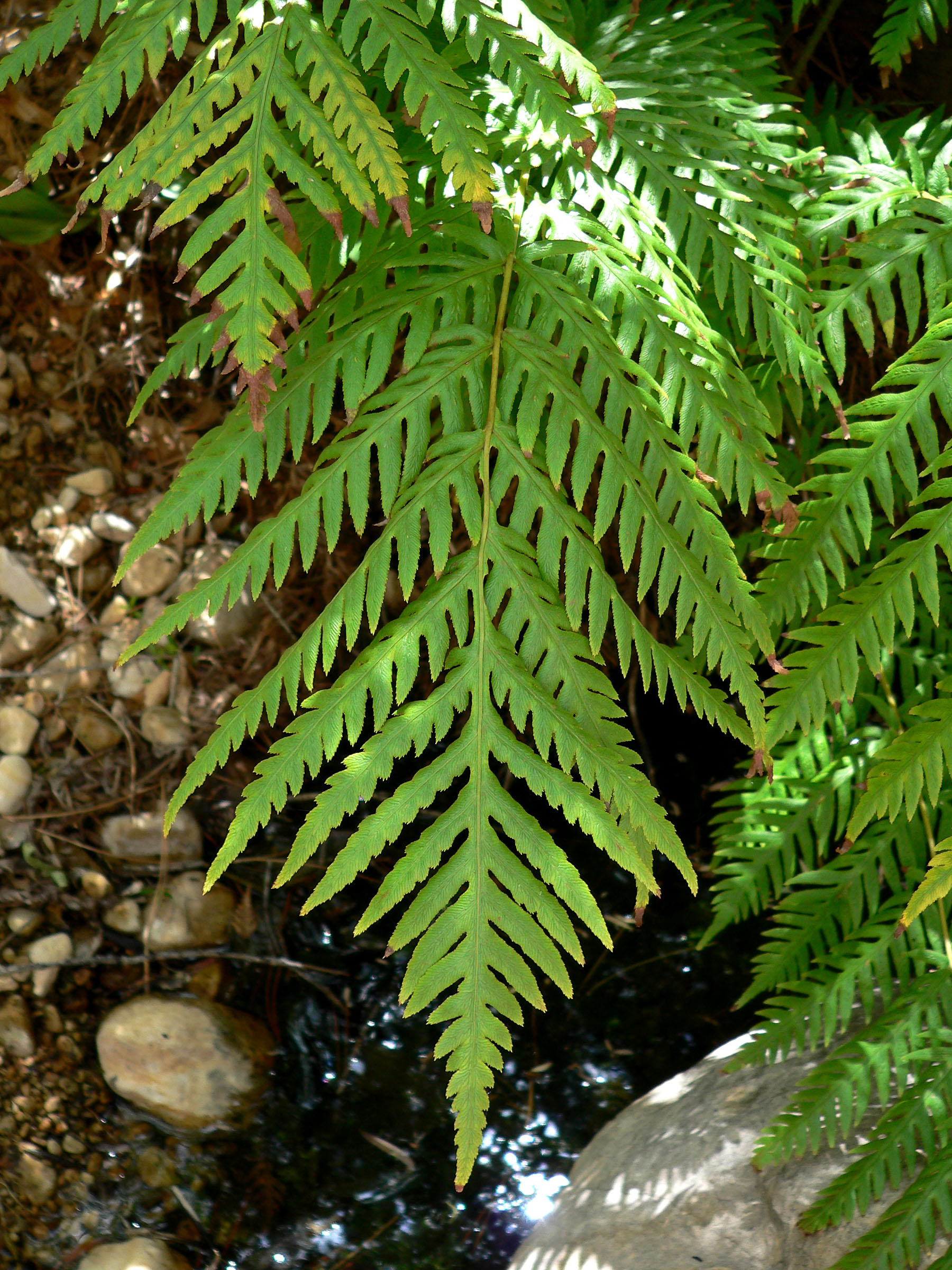
Woodwardia fimbriata
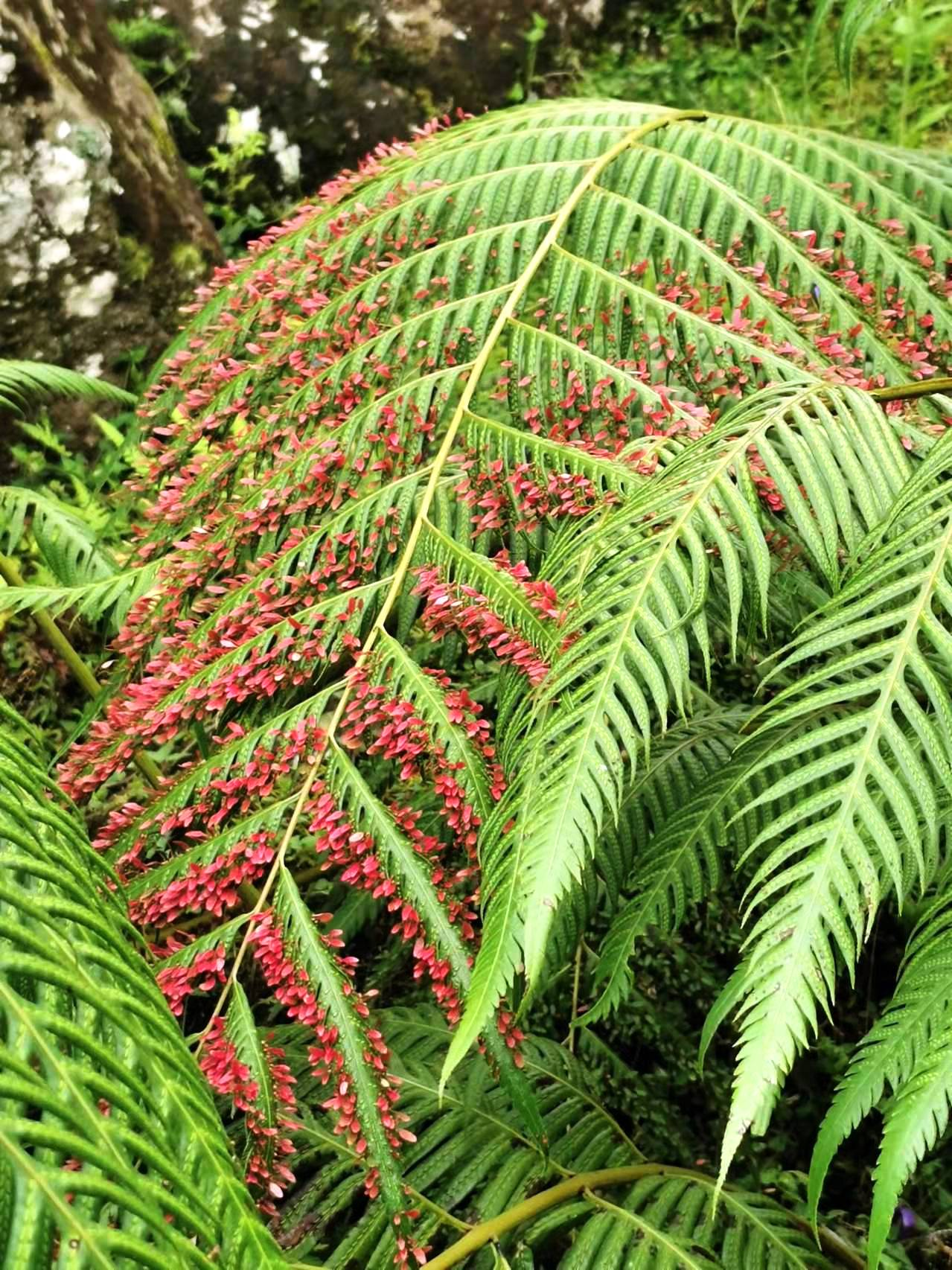
Woodwardia orientalis

Blechnum · Brainea · Doodia · Pteridoblechnum · Sadleria · Salpichlaena · Steenisioblechnum · Stenochlaena · Woodwardia